# Roodflankbrilvogel
De roodflankbrilvogel (Zosterops erythropleurus) is een zangvogel uit de familie Zosteropidae (brilvogels).

## Verspreiding en leefgebied
Deze soort broedt in zuidoostelijk Siberië en noordoostelijk China en overwintert in Indochina.